# Lindai Boogerman
Lindai Boogerman is een Nederlands poppenspeelster en theatermaakster. Daarnaast is ze trouwambtenaar in de gemeente Edam-Volendam.
In samenwerking met regisseur Herman Bodt maakt zij poppen- en objecttheater voor peuters: alledaagse objecten gebruikt ze om muziek mee te maken of ze tovert ze om in iets anders. Zo kan bijvoorbeeld een simpele waaier dienstdoen als vlinder. Op deze manier speelt Boogerman in op de belevingswereld en ontdekkingsdrang van peuters.
Daarnaast was zij als poppenspeelster jarenlang verbonden aan het kinderprogramma Sesamstraat, tot het eind van de serie in 2019. Ze bespeelde hierin de handjes van de muis Ieniemienie. Dit deed ze beurtelings met Marike Koek. Wanneer de situatie er om vroeg, verzorgde Boogerman de bewegingen van Pino's rechtervleugel of de handjes van het varkentje Purk.
Ook heeft zij als poppenspeelster meegewerkt aan verschillende kleine en grote theaterproducties van onder meer het RO Theater.

## Programma's (selectie)
- Leesdas Lettervos Boekentas (bewegingen en stem van Kleine Das)
- Het duinkonijn (Theater Thije)
- Hondje (RO Theater)
- De hongerende weg (Toneelgezelschap Huis aan de Amstel)
- Wiekewaai (eigen programma)
- Zzzoef (eigen programma)